# XM148
XM148 (заводской индекс изготовителя — CGL-4, аббр. от Colt Grenade Launcher 4) — американский экспериментальный 40-мм гранатомёт, разработанный компанией Colt's Manufacturing Company. Прошёл полевые испытания во время Вьетнамской войны.

## Назначение
Гранатомёт был спроектирован под стандартный гранатомётный боеприпас 40 × 46 мм для установки под стволом автоматической винтовки XM16E1 и карабина XM177E2, которые вместе с гранатомётом представляли собой единый стрелково-гранатомётный комплекс, который в перспективе смог бы заменить взятые по отдельности винтовку M16 и гранатомёт M79, обеспечивая стрелку возможность ведения прицельного огня одиночными или очередями в сочетании с оружием сплошного поражения, коим являлся гранатомёт. Кроме того, это позволяло вместо ношения двух единиц оружия использовать только одну, что снижало общую массу носимого вооружения и снаряжения, делая более удобной его эксплуатацию.

## Разработка
В 1963 году, Департамент армии США инициировал программу разработки съёмных гранатомётов подствольного и бокового крепления для перспективных образцов стрелкового оружия пехоты (англ. Grenade Launcher Attachment Development, сокр. GLAD), на тот момент таковой являлась автоматическая винтовка M16.
Подствольный гранатомёт XM148 был создан инженером компании Colt Карлом Р. Льюисом. В мае 1967 года в компанию пришло поздравительное письмо о победе в национальном конкурсе. В выпуске заводской малотиражки за май 1967 года содержится следующий текст: «Всего за 47 дней он подготовил техническую документацию, спроектировал гранатомёт и проконтролировал изготовление его рабочей модели».
Одновременно с самим гранатомётом инженерами Colt создавалась универсальная планка («брэкет») под крепление его на уже имеющиеся в пехотном арсенале серийные образцы вооружения типа винтовок M1 и карабинов M1 и M2. Для удобства крепления и равномерного поглощения силы отдачи при стрельбе, в цевьё каждого из указанных образцов стрелкового оружия был врезан жёлоб необходимой формы под установку гранатомёта. Для того, чтобы спусковые крючки винтовки и гранатомёта находились рядом, опытные экземпляры гранатомёта был оснащены удлинительным стержнем ударника вдоль ствола винтовки/карабина, с правой стороны. Испытания гранатомётов велись с 7 мая 1965 года по 15 августа 1966 года, испытания с винтовками были прекращены досрочно в связи с тем, что гранатомёт, крепившийся вместо штык-ножа, нарушал центровку оружия, делая его слишком громоздким, испытания с карабинами продолжались во Вьетнаме и в континентальных штатах, завершились написанием руководств по техническому обслуживанию и инструкций по эксплуатации (Installation, Operation and Maintenance Manuals) гранатомёта вместе с карабинами указанных моделей. В 1968 году был начат выпуск более совершенного гранатомета M203, но XM148 использовался до окончания войны во Вьетнаме.

## Руководства по эксплуатации
19 236 руководств по ТО и ИЭ для войск (Technical Manual 9-1005-249-14) были отпечатаны и вклеены в руководства по обслуживанию M16 и отправились во Вьетнам вместе с гранатомётами для дальнейших испытаний, ещё 500 копий было отправлено 1-й пехотной дивизии в Форт-Райли, штат Канзас, всего было издано более 44 тыс. экземпляров руководства к гранатомёту. В отличие от раздела в полевом уставе (Field Manual 23-9), специально посвящённого эксплуатации гранатомёта, руководство по ТО и ИЭ содержало дополнительные меры техники безопасности при обращении с ним, более детальные и иллюстративные инструкции по предотвращению и устранению задержек при стрельбе, уходу и очистке от нагара, контрольному осмотру и другим мерам предосторожности.

## Испытания и опытная эксплуатация

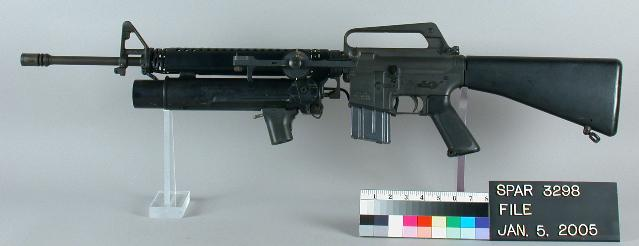
XM148 на винтовке Colt AR-15 ранней модели

Изначально произведенный для винтовки M16, XM148 использовался Силами специального назначения США вместе с автоматическим карабином CAR-15 / XM-177 Commando (Colt-AR15) и Австралийскими силами SASR вместе с модифицированной автоматической винтовкой FN FAL.
Предварительные испытания показали, что слабой стороной гранатомёта оставались его прицельные приспособления.
Полномасштабные испытания гранатомёта в боевой обстановке проходили во время операции «Фрэнсис Мэрион» с 6 апреля по 11 октября 1967 года в частях 4-й пехотной дивизии, действовавших в долине Йа-Дранг, эксплуатация гранатомёта в боевых условиях показала неудовлетворительные результаты, причинами которых военными были названы следующие недостатки:
- практическая невозможность прицельной стрельбы из гранатомёта под штатные винтовочные прицельные приспособления
- неудовлетворительная проекция сектора обстрела через них,
- сложность в эксплуатации личным составом,
- ненадёжность предохранителя,
- ненадёжность ударно-спускового механизма,
- ненадёжность гранатомёта в целом,
- медленный темп стрельбы и низкая практическая скорострельность,
- медленное перезаряжание, обусловленное конструкцией гранатомёта,
- отрицательное влияние на маневренные возможности подразделений ввиду
- необходимости избегать лесистую местность и заросли,

ввиду чего было принято решение о снятии гранатомёта с дальнейшей эксплуатации.
После выявления проблем с экспериментальными образцами, XM148 был заменен корпорацией AAI на схожий по конструкции гранатомёт M203, который используется армией США по сегодняшний день.

## Устройство и принцип действия
Ствол гранатомёта скользил вперед для зарядки 40 мм гранаты с казённой части. Впоследствии данный механизм заряжания был использован в гранатомёте M203. Различие поздних моделей заключалось в наличии внешней рукоятке взвода и спуск, позволяющей стрелять из гранатомёта не убирая рук с рукоятки, но в то же время порождающий другую проблему —  случайных выстрелов из заряженного оружия особенно при хождении по лесу и в густых зарослях, так как ветки деревьев и кустов могли случайно задеть спуск. В дальнейшем, чтобы снизить количество непредусмотренных срабатываний УСМ, сила нажатия на спуск была увеличена с 2,7 до 5 килограмм. Для прицеливания гранатомет оснащен упрощенным прицелом на основе квадранта, расположенного слева от ствола. 